# Caso falsos exonerados
El Caso falsos exonerados o también conocido como Caso exonerados es un proceso judicial y escándalo político chileno iniciado en 2008, cuando salió a la luz pública una denuncia de que diputados y senadores del Congreso Nacional, en su mayoría pertenecientes a la coalición oficialista de ese entonces, la Concertación de Partidos por la Democracia, además de otros políticos del Partido Comunista de Chile (PCCh), habían entregado certificaciones irregulares y fraudulentas a personas que alegaban haber sido perseguidos políticamente bajo la dictadura militar dirigida por Augusto Pinochet, entre los años 1973 y 1990, con el objeto de obtener compensaciones económicas y beneficios estatales de acuerdo a las leyes de reparación creadas a partir del periodo conocido como transición a la democracia.

## Antecedentes
El término «exonerado» se comenzó a usar bajo la dictadura militar para designar a personas que habían sido despedidas como funcionarias por razones ideológicas, especialmente a militantes y colaboradores del comunismo y socialismo en el país, como una manera de justificar el cese inmediato de sus funciones, además del no pago de indemnizaciones u otras medidas de compensación económica establecidas por las leyes para el término de una relación laboral.
En noviembre de 2008, el presidente de la Comisión Nacional Unitaria de Exonerados y ex Presos Políticos, Raúl Celpa, entregó un dossier con los antecedentes en los que aseveró que personas que aseguraban haber sido víctimas de violaciones de los derechos humanos de la dictadura militar, habían obtenido beneficios estatales de manera fraudulenta, haciendo uso de mecanismos políticos mediante el abuso de autoridad, lo que permiten otorgar compensaciones económicas de manera equívoca a quienes hayan podido acreditar su condición de exonerado político sin serlo, es decir, no haber sufrido ninguna medida de represión política estatal en su contra, como despidos injustificados, acoso laboral, detenciones arbitrarias, entre otras medidas antimarxistas tomadas por las autoridades militares de aquella época. Esto derivó en una denuncia a la Contraloría General de la República de Chile por parte de los diputados Karla Rubilar y Marco Enríquez-Ominami. De acuerdo a estimaciones realizada por la Contraloría en 2013, tras la elaboración de sumarios, auditorias y otras investigaciones, se han podido precisar alrededor de 3 mil casos de personas que han sido declaradas como exoneradas políticas de manera errada. Otras investigaciones de mayor gravedad quedaron en manos del Poder Judicial de Chile, con el fin de poder determinar la existencia de eventuales delitos, como fraude al fisco, falsificación de firmas y documentos, falso testimonio, falso testigo, etc. 
En 2012, el Gobierno de Chile bajo el primer gobierno de Sebastián Piñera, entregó los archivos de al menos un quinto de todos los exonerados políticos al Consejo de Defensa del Estado de Chile, con objeto de que sean revisados por dicha institución ante posibles fraudes, errores y otros problemas en la asignación de recursos fiscales.
En mayo de 2013, un informe publicado por la Subsecretaría del Interior de Chile a modo de catastro, reveló que de 50 002 casos de exonerados políticos analizados, 9 338 presentan algún tipo de anomalía evidente, sin mencionar las identidades de los involucrados. Durante ese mismo mes, el presidente del Partido Socialista de Chile (PS), Ricardo Núñez Muñoz, asumió su responsabilidad y la de los militantes de su partido en la certificación de documentos con un falso testimonio de las presuntas víctimas de persecución, aduciendo que fueron «engañados» por los interesados para obtener los beneficios. En abril de 2020 los diputados de Renovación Nacional (RN) Leonidas Romero y Camila Flores, entregaron una carta pública al presidente Sebastián Piñera solicitándole la suspensión inmediata del pago de pensiones y otros beneficios estatales a quienes hayan sido declarados como falsos exonerados.

## Judicialización
Siguiendo la línea judicial, en junio de 2013, los diputados Karla Rubilar, Cristián Letelier, José Antonio Kast y Pedro Browne, le solicitaron personalmente en una reunión al Fiscal Nacional del Ministerio Público, Sabas Chahuán, la designación de un fiscal dedicado exclusivamente a esta causa. No obstante, Chahuán descartó la idea y les propuso reforzar el equipo investigativo de la Unidad de Anticorrupción, liderado por la fiscal Ximena Chong.
Un total de 54 diputados del Congreso Nacional de Chile fueron acusados de emitir documentos y certificados de manera negligente entre 1996 y 2007, para que personas pudieran cumplir con uno de los requisitos para optar a las compensaciones y beneficios del Estado para exonerados políticos, que incluía la declaración del relato de los motivos de su despido y acreditar con pruebas dicha declaración, siendo utilizado como un medio de prueba un certificado emitido por un diputado, que por lo general ya tenía carrera política entre 1973 y 1990. En junio de 2016, la Corte Suprema de Chile sobreseyó a dichos parlamentarios luego de tres años de investigación, argumentando que los antecedentes entregados no son suficientes para definir un «ilícito penal» en la firma de esos documentos.